# Resolutie 1145 Veiligheidsraad Verenigde Naties
Resolutie 1145 van de Veiligheidsraad van de Verenigde Naties werd unaniem door de VN-Veiligheidsraad aangenomen op 19 december 1997. De resolutie richtte de Civiele Ondersteuningsgroep Politie – met het acroniem UNPSG van de Engelse benaming – op in het oosten van Kroatië. De waarnemers van deze missie zouden gedurende negen maanden de Kroatische politie observeren nadat de UNTAES-vredesmacht er was vertrokken.

## Achtergrond
In 1980 overleed de Joegoslavische leider Tito, die decennialang de bindende kracht was geweest tussen de zes deelstaten van het land. Na zijn dood kende het nationalisme een sterke opmars, en in 1991 verklaarden verschillende deelstaten zich onafhankelijk. Hierdoor ontstond ook in Kroatië een burgeroorlog met de Servische minderheid, waarbij op grote schaal etnische zuiveringen plaatsvonden. Na een succesvol Kroatisch offensief werd een akkoord getekend.

## Inhoud

### Waarnemingen
Op 15 januari 1998 zou het mandaat van de UNTAES, het VN-overgangsbestuur in Noordoost-Kroatië, aflopen. De OVSE had het mandaat van haar missie in Kroatië versterkt, en concentreerde zich op de terugkeer van vluchtelingen en de bescherming van minderheden. Kroatië vroeg dat de VN-politiewaarnemers ter plaatse zouden blijven.

### Handelingen
Kroatië werd herinnerd aan zijn verplichting de mensenrechten en de fundamentele vrijheden te respecteren. Kroatië, de Kroatische politie en de Kroatische justitie waren verantwoordelijk voor de rechten van al hun burgers. Recent was Kroatië zijn verplichtingen beter beginnen na te leven. Alle vluchtelingen hadden het recht op terugkeer, en ook daar was vooruitgang geboekt. Kroatië werd opgeroepen alle juridische en andere hindernissen in dat verband weg te nemen.
De Veiligheidsraad creëerde, met ingang op 16 januari 1998, een ondersteuningsgroep van 180 politiewaarnemers voor een eenmalige periode van negen maanden om toe te zien op de politie in de regio rond de Donau – die in het noordoosten de grens met Servië vormt; vooral in verband met de terugkeer van ontheemden. Ten slotte werd de secretaris-generaal Kofi Annan gevraagd om vóór 15 juni 1998 te rapporteren over de situatie.

## Verwante resoluties
- Resolutie 1142 Veiligheidsraad Verenigde Naties
- Resolutie 1144 Veiligheidsraad Verenigde Naties
- Resolutie 1147 Veiligheidsraad Verenigde Naties (1998)
- Resolutie 1160 Veiligheidsraad Verenigde Naties (1998)

Lijst ·  1093 ·  1094 ·  1095 ·  1096 ·  1097 ·  1098 ·  1099 ·  1100 ·  1101 ·  1102 ·  1103 ·  1104 ·  1105 ·  1106 ·  1107 ·  1108 ·  1109 ·  1110 ·  1111 ·  1112 ·  1113 ·  1114 ·  1115 ·  1116 ·  1117 ·  1118 ·  1119 ·  1120 ·  1121 ·  1122 ·  1123 ·  1124 ·  1125 ·  1126 ·  1127 ·  1128 ·  1129 ·  1130 ·  1131 ·  1132 ·  1133 ·  1134 ·  1135 ·  1136 ·  1137 ·  1138 ·  1139 ·  1140 ·  1141 ·  1142 ·  1143 ·  1144 ·  1145 ·  1146